# Yann
Yann LePennetier (n. Marsella, 25 de septiembre de 1954), más conocido como Yann u ocasionalmente Balac, es un guionista de historieta francés, en la tradición de la historieta franco-belga.
Tras hacerse famoso a comienzos de la década de 1970 por sus obras junto con Didier Conrad publicadas en Spirou (Les Hauts de page, Bob Marone y en particular Les Innommables), Yann se convirtió en un guionista francés de renombre en diversos géneros de la historieta franco-belga, con obras como Sambre, Freddy Lombard con Yves Chaland, o Yoyo con Frank Le Gall.
Yann ha seguido lanzando nuevas series con regularidad, como Pin-Up, Odilon Verjus, Spoon & White, Le Grand Duc, Dent d'ours, Black Squaw, Double 7 o Atom Agency.
Simultáneamente, Yann ha trabajado ocasionalmente en algunas series clásicas: Marsupilami (7 álbumes), Lucky Luke (3 álbumes), Spirou y Fantasio (5 álbumes) o XIII Mystery (1 álbum). También creó las series derivadas Gastoon (2 volúmenes) y Louve (7 volúmenes). Desde 2018, es el guionista de la serie Thorgal.
Patrick Gaumer, conocido periodista francés y especialista en historieta franco-belga, considera a Yann «uno de los principales guionistas contemporáneos».

## Biografía
Después de estudiar arquitectura y cinco años de comunicación visual y audiovisual en Marsella, Yann empieza a trabajar con historietas. Su primera publicación es «Carte Blanche» en el semanario Spirou en 1975. Junto con Didier Conrad, crea la serie Les innommables.
En los años 80, su producción es intensa y diversa, en la vertiente humorística Bob Marone con el dibujante Conrad; La patrouille des Libellules y Lolo et Sucette con Marc Hardy; Leonid et Spoutnika con Philippe Bercovici; Pin-up, con Philippe Berthet, publicada en España por Norma Editorial; La Serie del Marsupilami, con Batem y Franquin, publicada en España primero por Juventud y luego por Salvat; Lucky Luke con Morris también publicada en España.
Luego, como historieta para adultos, crea Yslaire, también publicada en España, y colabora con Yves Chaland en los últimos tres libros de Freddy Lombard, entre los que destaca El Cometa de Cartago, con el pseudónimo «Pennetier». De su paso por el semanario Spirou, destacan las series Yoko Tsuno, Papyrus, Génial Olivier. En álbum, la creación del personaje Le Canard enchaine, inédito en España. También hizo la serie Odilon Verjus con Laurent Verron.

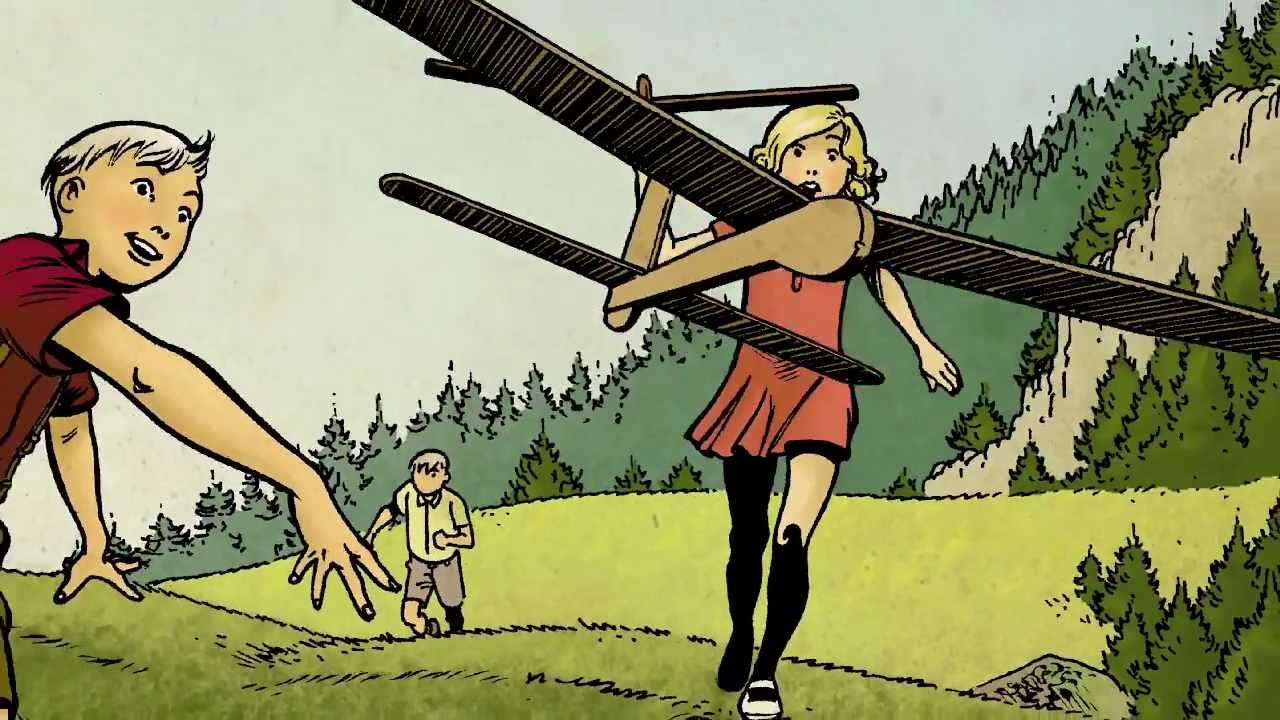
Werner, Max y Hanna (Dent d'ours, con guion de Yann, dibujo de Alain Henriet y color de Usagi).